# 소 요시자네
소 요시자네(宗義真)는 쓰시마 후추번의 3대 번주이다.

## 생애
간에이(寛永) 16년(1639년) 11월 18일, 2대 번주 요시나리(義成)의 장남으로써 태어났다. 메이레키(明暦) 원년(1655년) 6월, 종4위하 하리마노카미(播磨守)로 서위되어 임관하였다. 메이레키 3년(1657년) 아버지가 사망하고 가독을 상속받았다. 이때 시종(侍従) ・ 쓰시마노카미(対馬守)로 임명된다.
번을 다스림에 있어 번주 요시자네는 오오우라 미쓰토모(大浦光友)를 등용해서 석재(借財) 정리, 대조선 교역 확대, 간몬 검지(寛文検地)에 의한 지방지행제(地方知行制)에서 장전지행제(蔵前知行制)로의 이행, 간몬(寛文) 4년(1664년)의 균전제 실시와 이에 따른 세금 제도 개혁, 새로운 토지 개발, 쓰시마 은산(対馬銀山)의 생산량 증가, 조카마치(城下町)나 후추 항(府中港)의 정비와 확대, 번교(藩校)라 불리는 쓰시마 후추번의 번사와 그 자제들을 가르치는 학교를 짓는 등 번내 정치의 기초를 완전히 다졌다.
이러한 쓰시마 후추번의 전성기를 쌓아올림으로써 번의 격식은 10만 석에 버금가는 지위로까지 상승하였다(쓰시마 후추번의 실질 고쿠다카는 1만 석 정도였으나 교역 수지가 확대된 것이 고려된다), 간몬 12년(1671년) 쓰시마 섬 서부의 아소 만(浅茅湾)에서 동부 해안가로 이어지는 운하 오오후나코시세토(大船越瀬戸)를 완성하였다.
그러나 급속한 개혁, 특히 지행제도 개혁은 쓰시마 후추번의 가신단의 불만을 샀고, 간몬 5년(1665년) 2월에 오오우라 미쓰토모가 사형에 처해졌다. 겐로쿠 2년(1689년) 5월에는 기노시타 준안의 제자로 준안의 추천을 받아 쓰시마 후추번에 채용된 아메노모리 호슈(雨森芳州)가 쓰시마 후추번에 부임해 번의 문교(文教)나 대조선 외교문서를 전담하는 진문역(真文役)이 되었다.
겐로쿠 5년(1692년) 6월 27일에 차남 요시쓰구(義倫)에게 가독을 넘겨주고 은거하였으나 그 뒤로도 번내 정치의 실권은 그에게 있었다. 하지만 만년에 요시자네가 요절하고 조선과의 울릉도 쟁계 문제로 교섭에 차질이 빚어지게 되어 조선과의 교역량 수지도 감퇴하는 등의 악조건이 겹쳐 쓰시마 후추번의 쇠퇴가 시작되었다. 겐로쿠 12년(1699년)에는 재정 재건을 위해 가신에 대한 지행석상(知行借上)을 행하였다.
요시자네 사후 넷째 아들 요시미치(義方)를 새로운 번주로 옹립하고 자신은 겐로쿠 15년(1702년) 8월 7일에 사망할 때까지 번의 실권을 그대로 유지하였다. 향년 64세.
아메노모리 호슈의 《교린제성》에는 그의 계명을 따서 덴류인 공(天竜院殿)이라 부르고 있다.
| 전임 소 요시나리 | 제3대 쓰시마 후추번 번주 (소가) 1657년 ~ 1692년 | 후임 소 요시쓰구 |